# Hamlet (película de 1996)
Hamlet es una película de 1996 dirigida y protagonizada por Kenneth Branagh, basada en la obra homónima de William Shakespeare. A pesar de ser un fracaso de taquilla fue nominada a 4 premios de la Academia.

## Sinopsis
Hamlet, Príncipe de Dinamarca, regresa a casa para descubrir que su padre fue asesinado y su madre se casará con el asesino, su tío. Mientras tanto, una guerra se está gestando.

## Elenco
- Kenneth Branagh como Hamlet.
- Derek Jacobi como Claudius.
- Julie Christie como Gertrude.
- Richard Briers como Polonius.
- Kate Winslet como Ophelia.
- Nicholas Farrell como Horatio.
- Michael Maloney como Laertes.
- Robin Williams como Osric.
- Gérard Depardieu como Reynaldo.
- Timothy Spall como Rosencrantz.
- Reece Dinsdale como Guildenstein.
- Brian Blessed como el Fantasma del Padre de Hamlet.
- Rufus Sewell como Fortinbrás.
- Billy Crystal
- Simon Russell Beale
- Charlton Heston como el actor principal que recita el relato de Eneas a Dido sobre la muerte de Príamo.
- Rosemary Harris
- Richard Attenborough como el embajador inglés.
- Judi Dench como Hecuba.
- John Gielgud como Priam.
- John Mills como Old Norway.
- Ken Dodd como Yorick.